# Susanna M. Salter
Susanna Madora Salter, född 2 mars 1860 i Belmont County i Ohio, död 17 mars 1961 i Norman i Oklahoma, var en amerikansk politiker.
Salter var borgmästare i Argonia i Kansas under ett år 4 april 1887–8 april 1888. Hon var den första kvinnliga borgmästaren, och en av de första kvinnorna vald till ett ämbete, i USA.

## Biografi
Susanna M. Salter var dotter till borgmästare Oliver Kinsey och Terissa Ann White Kinsey. Hon utbildades vid Kansas State Agricultural College, och gifte sig med advokaten Lewis Allison Salter (1858–1916), med vilken hon fick nio barn. Hon var aktiv inom Woman's Christian Temperance Union.
Hennes far var 1885–1886 stadens borgmästare, och hennes svärfar var Kansas guvernör. 
Valet av Salter kom som en överraskning, då hon hade nominerats av en grupp män i syfte att förödmjuka henne och kvinnor inom politiken, då de utgick från att hon skulle förlora. Förnedringen uteblev dock, eftersom Salter istället valdes med två tredjedelars majoritet. Hon blev därmed USA:s första kvinnliga borgmästare: Nancy Smith hade visserligen valts till borgmästare i Oskaloosa i Iowa 1862, men tillträdde aldrig befattningen. Hennes valseger väckte ett stort intresse från pressen och gav upphov till en debatt i USA om huruvida kvinnor var lämpliga för att sköta ett offentligt ämbete eller inte. 
Salters borgmästarskap väckte även internationell uppmärksamhet över hela världen, från Sverige till Sydafrika. Bland annat skrev tidningen Idun i Stockholm om henne den 27 juni 1890. Idun skrev: 
Vi framlägga i dag för våra läsarinnor bilden af en trettioårig amerikanska, besittande heder och värdighet af borgmästare i den lilla staden Argonia i Kansas, där hon, gift med en borgare, åtnjuter ryktet att vara en duktig husmoder och god moder. Hon är ifrig medlem af en kvinnoförening mot missbruk af spritdrycker. Före henue beklädde hennes far, mr. Kinsey, borgmästareembetet, men när nytt val skulle ega rum, uppställdes fem namn på listan, och i stället för en man blef fru Salter föreslag' ntill borgmästare. Man skrattade åt skämtet, som man uppfattade som ett förlöjligande af kvinnoföreningen. Mrs. Salters vänner beslöto då att slå fienden med egna vapen. De agiterade för valet, i det de berömde mrs. Salters intellektuella och moraliska fördelar och detta med sådan framgång, att hon erhöll tre fjärdedelar af alla röster. Fru Salter mottog denna underrättelse vid tvättbaljan och förklarade sig beredd att antaga valet, om man ärligt ville hjälpa henne att verka för stadens bästa. Detta lofvades, och fru Salter sköter sitt ämbete med förstånd och ej utan värdighet. Samhället är helt litet, och borgmästaregöromålen lemna den rörliga kvinnan tillräcklig tid att sjä.f sy alla kläder åt sig och sina barn, att se om sin man och väl uppfostra barnen. En intenvievare skildrar henne äfven ganska noga: »Mrs. Salter är mera smärt än korpulent, med mörkgrå ögon och vågigt, blondt bår; hon är af ett lifligt, energiskt temperament och talar sakrikt och med värdighet.»
Hennes första sammanträde bevistades av pressen, där New York Sun noterade att hon presiderade med stor värdighet och vid flera tillfällen avstyrde att diskussionerna kom ur kurs, vilket sågs som ett tecken på god parlamentarisk förmåga. Förutom den uppmärksamhet hennes kön väckte, beskrivs hennes ämbetstid som händelselös. Hon tjänstgjorde från 4 april 1887 till 8 april 1888, vilket var den gällande ettårsgränsen för borgmästarämbetet, och avböjde sedan att ställa upp för omval.